# Tako cica koza sir pica (igra)
Tako cica koza sir pica (енгл. Taco Cat Goat Cheese Pizza) je brzopotezna dečija društvena igra opažanja koju može igrati do 8 igrača.
Izašla je 2018. godine, a već 2020. godine bila najprodavanija dečija igra na Amazonu.
Svih osam karata se raspodele igračima tako da su okrenute licem na dole. Svaki igrač vuče kartu i stavlja na sredinu pritom izgovarajući jednu od reči iz naslova. Prvi igrač govori TAKO, drugi CICA i tim redosledom se igrači oslobađaju karata. Kada je uzviknuta reč ista kao i pojam koji je na kartici, tada svi igrači treba da stave ruke na sredinu. Igrač koji poslednji udari bačenu kartu uzima celu gomilu i stavlja sa svojim kartama. Igrač koji se prvi oslobodi svih kartica je pobednik.
Postoje i tri karte na kojima su razni zadaci koje igrači trebaju da obave u toku igre.

## Spoljašnje veze
- BoardGameGeek